# Uberización
Uberización es un neo-eufemismo que se refiere a la utilización de plataformas digitales y aplicaciones móviles, a fin de facilitar transacciones peer-to-peer entre clientes y proveedores de un servicio, a menudo sin pasar por el papel de planificación centralizada de corporaciones. Este modelo de negocio tiene diferentes costos operativos en comparación con un negocio tradicional.
El término se deriva del nombre de la empresa de movilidad Uber. La compañía desarrolló una aplicación móvil que permite a los consumidores enviar una solicitud de viaje que luego se enruta a los conductores de Uber, que usan sus propios automóviles.

## Antecedentes
La uberización ha sido posible gracias al desarrollo de tecnologías digitales desarrolladas en los siglos XX y XXI. Las organizaciones empresariales como Uber, Grab, Lyft y Airbnb permiten que los clientes potenciales se pongan en contacto directo con posibles proveedores de un servicio. El fenómeno de la uberización se caracteriza por la eliminación o cuasi eliminación de los roles de intermediarios.
Los formatos comerciales se caracterizan por los siguientes elementos:
- El uso de una plataforma digitalizada que permite transacciones peer-to-peer o cuasi-peer to peer
- Minimizar la distancia entre el proveedor y el cliente de un servicio.
- El uso de un sistema de calificación para la calidad del servicio prestado por un proveedor.

## Predominio
Hasta el momento, la uberización ha tenido lugar en una cantidad limitada pero creciente de industrias. Por ejemplo, con el advenimiento de Airbnb, la industria hotelera se ha transformado en gran medida, según lo estimado por los analistas de la industria para tener un valor anual total, solo en la ciudad de Nueva York, de más de U$S 2,1 mil millones. Si bien se ha criticado a la uberización por catalizar potencialmente un cambio caótico al socavar los modelos corporativos existentes en las industrias de la hospitalidad y el taxi, las empresas existentes en industrias como la comercialización pueden usar el fenómeno para reducir gastos y proporcionar servicios más especializados para los clientes.

## Críticas
La uberización ha sido criticada por su papel en facilitar el declive de las industrias intensivas en mano de obra y, por lo tanto, por amenazar los empleos. También se ha argumentado que la uberización puede generar precarización y subordinación laboral, así como incertidumbre.
La uberización también ha generado preocupaciones sobre las regulaciones gubernamentales y los impuestos, en la medida en que la aplicación formalizada de la economía colaborativa ha llevado a disputas sobre la medida en que el proveedor de servicios a través de una plataforma uberizada debe ser responsable ante las regulaciones corporativas y las obligaciones fiscales.